# Dinara
Dinara é o ponto mais alto da Croácia com 1.830 metros de altitude. Fica na cordilheira dos Alpes Dináricos, sobre a fronteira Bósnia e Herzegovina-Croácia. O ponto mais alto da montanha, com 1.913 m. chama-se Troglav e situa-se na Bósnia e Herzegovina mas não é o mais alto desse país, enquanto o ponto chamado "Dinara" é o mais alto da Croácia.
O rio Krka nasce neste maciço montanhoso.